# Kontrakce (paleografie)
Kontrakce představuje v paleografii zkrácení slova pomocí stažení. Základem zkratky jsou mezní písmena (tj. první a poslední), v případě delších slov doplněná o písmena ze středu slova. Nejstarším druhem tohoto typu zkratky jsou středověká tzv. nomina sacra, která zkracovala frekventovaná slova užívaná v církevním jazyce. Dalším variantou je, že je koncovka slova nadepsána nad písmenem.

## Příklady
IHS (=Iesus), DS (=Deus), SCS (=Sanctus), no (=nebo), mi (=mihi)